# Nazadnik

Nazadnik płytowy, widoczy otwór na ogon

Nazadnik – część zbroi końskiej, która chroni zad i ogon konia. Jego zadaniem jest ochrona tyłu konia przez zranieniem w czasie walki, przeważnie przez piechurów chcących powalić konia i jeźdźca.

## Budowa
Nazadniki miały rozmaitą konstrukcję, okrywały też zad w różnym stopniu. Zazwyczaj wykonywano je z mniejszych płyt połączonych w całość i wyprofilowywano krawędzie tak, by nie krępować ruchów nóg. Mocowano go przypinając do siodła.
- Wersja lekka chroniła tylko wierzch i boki zadu, czasami wykonywaną ją poprzez zawieszenie dwóch metalowych płyt po bokach zadu. Często by odciążyć konia wykonywano go z kraty.

- Wersja ciężka chroniła cały zad, ogon wyprowadzano na zewnątrz przez specjalny otór.

- łuskowy i kolczugowy nazadnik  wykonywano jako fartuch przyczepiony do siodła. Obejmował cały zad lub tylko boki, spinano wówczas obie strony pod ogonem.

## Problemy
- Tył zadu często pozostawał nieosłonięty, co stanowiło wrażliwy punkt dla atakująch.
- Wykonany jako ażurowy nie chronił przed strzałami.
- Ogon po wyprowadzeniu pozostawał niechroniony, w niektórych zbrojach łuskowych umieszczano go w specjalnej tulei ze zbroi łuskowej.

## Galeria

Nazadnik płytowy, w celu odciążenia wykonany w technice ażurowania
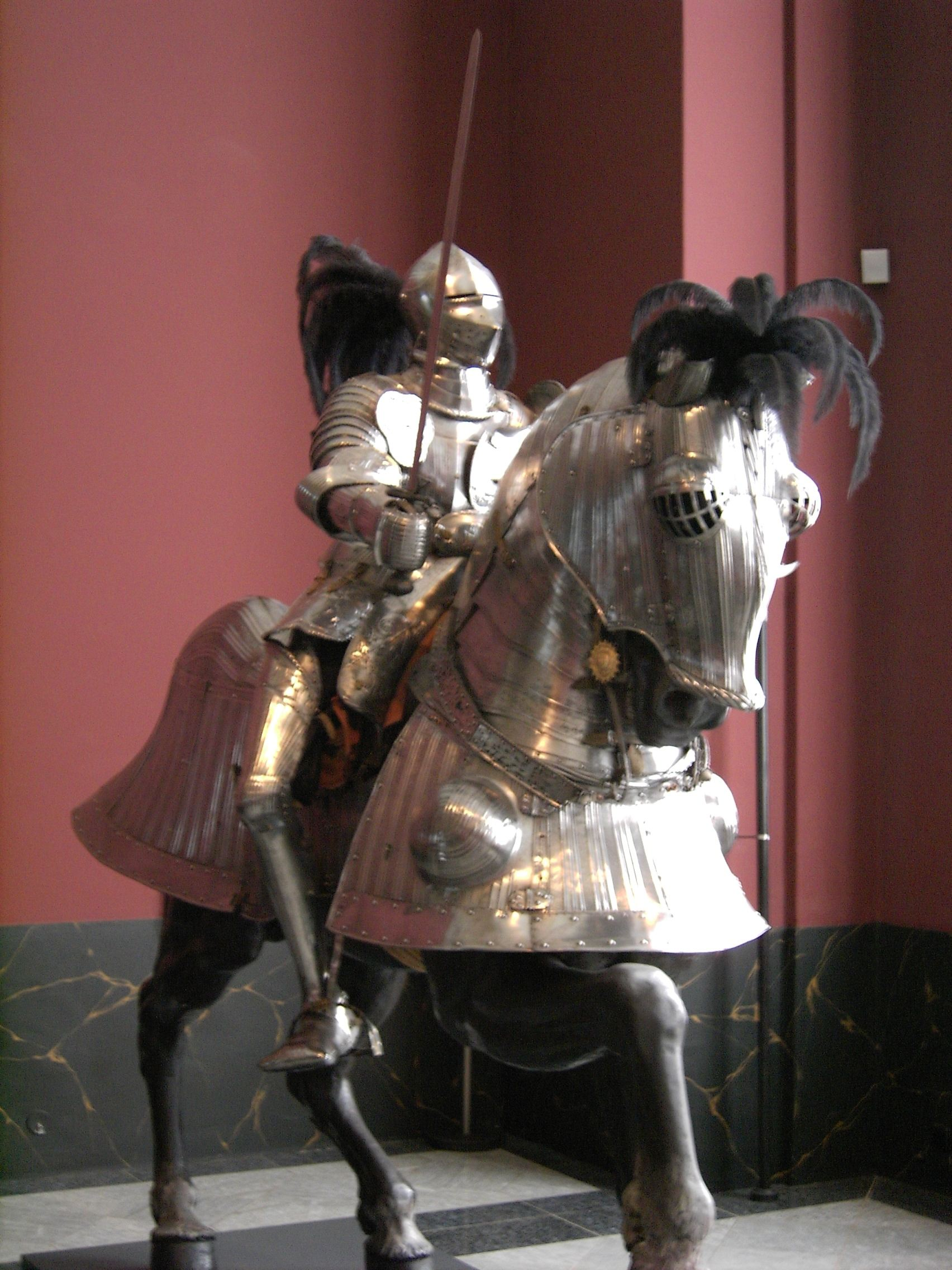
Koń w ciężkiej zbroi płytowej
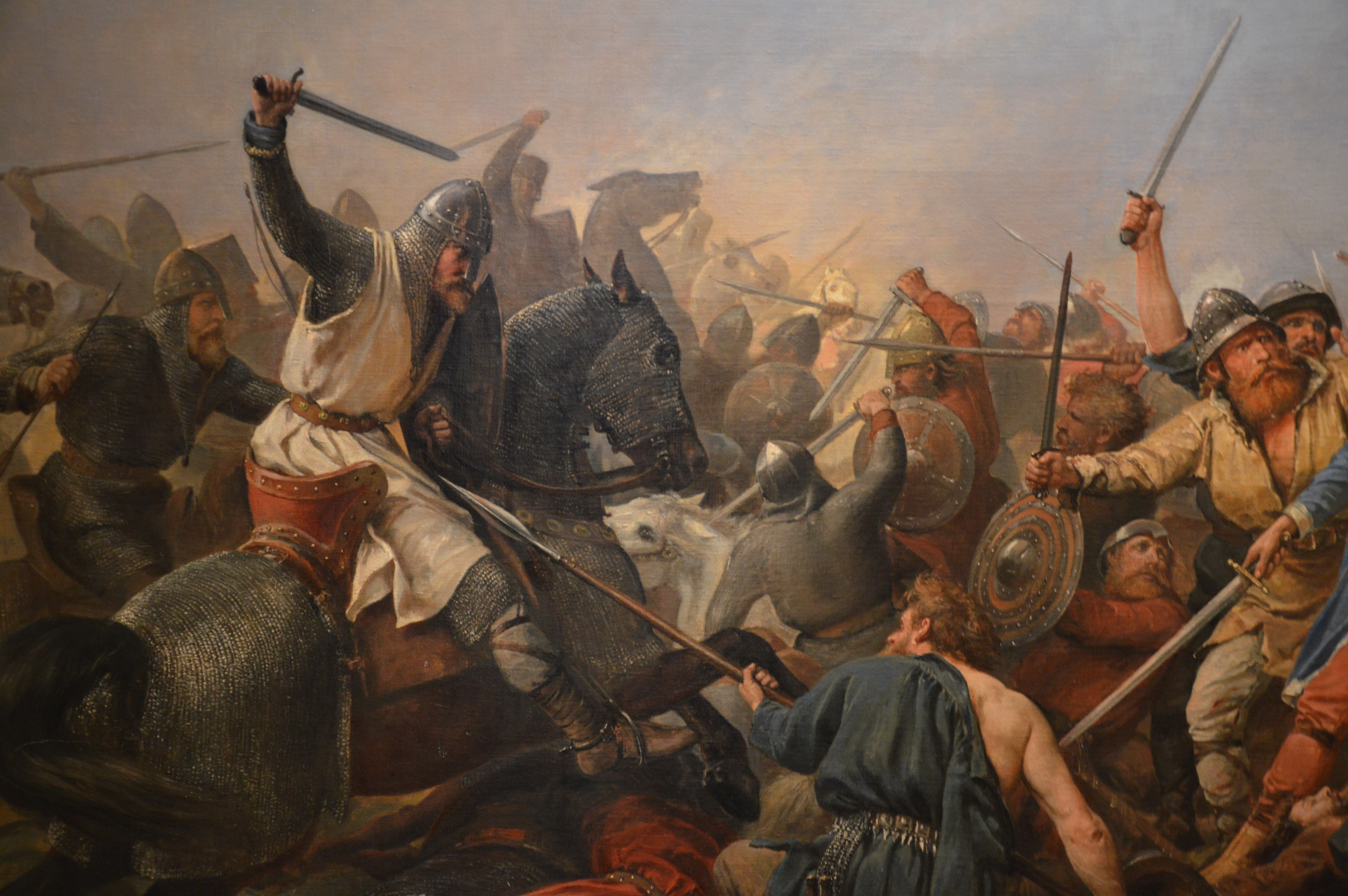
Koń w kolczudze, widoczny nazadnik jako fartuch spięty pod ogonem